# Tài khoản định danh điện tử
Tài khoản định danh điện tử là tài khoản dùng để đăng nhập vào ứng dụng VNeID, bao gồm:
- Tên đăng nhập là số định danh cá nhân.
- Mật khẩu do người dùng tự đặt.
Tại Việt Nam, Chính phủ đã ban hành Nghị định 59/2022/NĐ-CP  quy định về định danh và xác thực điện tử vào ngày 05/9/2022. Trong đó, hoản 6 Điều 3 quy định:
"Tài khoản định danh điện tử" là tập hợp gồm tên đăng nhập, mật khẩu hoặc hình thức xác thực khác được tạo lập bởi cơ quan quản lý định danh và xác thực điện tử.

## Đối tượng được cấp tài khoản định danh điện tử
Công dân Việt Nam từ đủ 14 tuổi trở lên sẽ được cấp tài khoản định danh điện tử, còn công dân dưới 14 tuổi sẽ được cấp tài khoản định danh điện tử theo tài khoản định danh điện tử của cha mẹ.
Ngoài ra, người nước ngoài và tổ chức cũng sẽ được cấp tài khoản định danh điện tử khi có đăng ký.

## Đăng ký tài khoản định danh điện tử
Tài khoản định danh điện tử có 02 mức độ là mức độ 1 và mức độ 2.
- Đối với mức độ 1 thì người dân có thể tự đăng ký tại nhà bằng ứng dụng VNeID.
- Đối với mức độ 2 thì người dân không thể tự đăng ký tại nhà mà phải đến công an xã, phường, thị trấn để đăng ký.
Lưu ý: Đối với công dân chưa có căn cước công dân thì sẽ đăng ký tài khoản định danh điện tử mức độ 2 cùng lúc với làm căn cước công dân.

## Sử dụng tài khoản định danh điện tử
Tài khoản định danh điện tử của công dân sẽ được sử dụng với các giá trị như sau:
- Dùng để đăng nhập vào các ứng dụng khác như VssID
- Dùng để đăng nhập khi thực hiện các thủ tục hành chính trên Cổng dịch vụ công quốc gia, Cổng dịch vụ công Bộ Công an,...
- Dùng để cung cấp thông tin các loại giấy tờ đã được tích hợp vào ứng dụng VNeID

## Các loại giấy tờ tích hợp vào tài khoản định danh điện tử
Công dân có thể tích hợp các loại giấy tờ sau vào tài khoản định danh điện tử: Giấy phép lái xe, Giấy chứng nhận đăng ký xe, Bảo hiểm y tế, thông tin người phụ thuộc.
- Từ việc di chuyển trang: Trang này là trang đổi hướng từ một trang đã được di chuyển (đổi tên). Trang này được giữ lại dưới dạng một trang đổi hướng để tránh phá vỡ các liên kết, cả bên trong và bên ngoài, có thể đã được liên kết tới tên trang cũ.

1. ↑  "Nghị định 59/2022/NĐ-CP quy định về định danh và xác thực điện tử".